# Nicolas-Bernard Lépicié

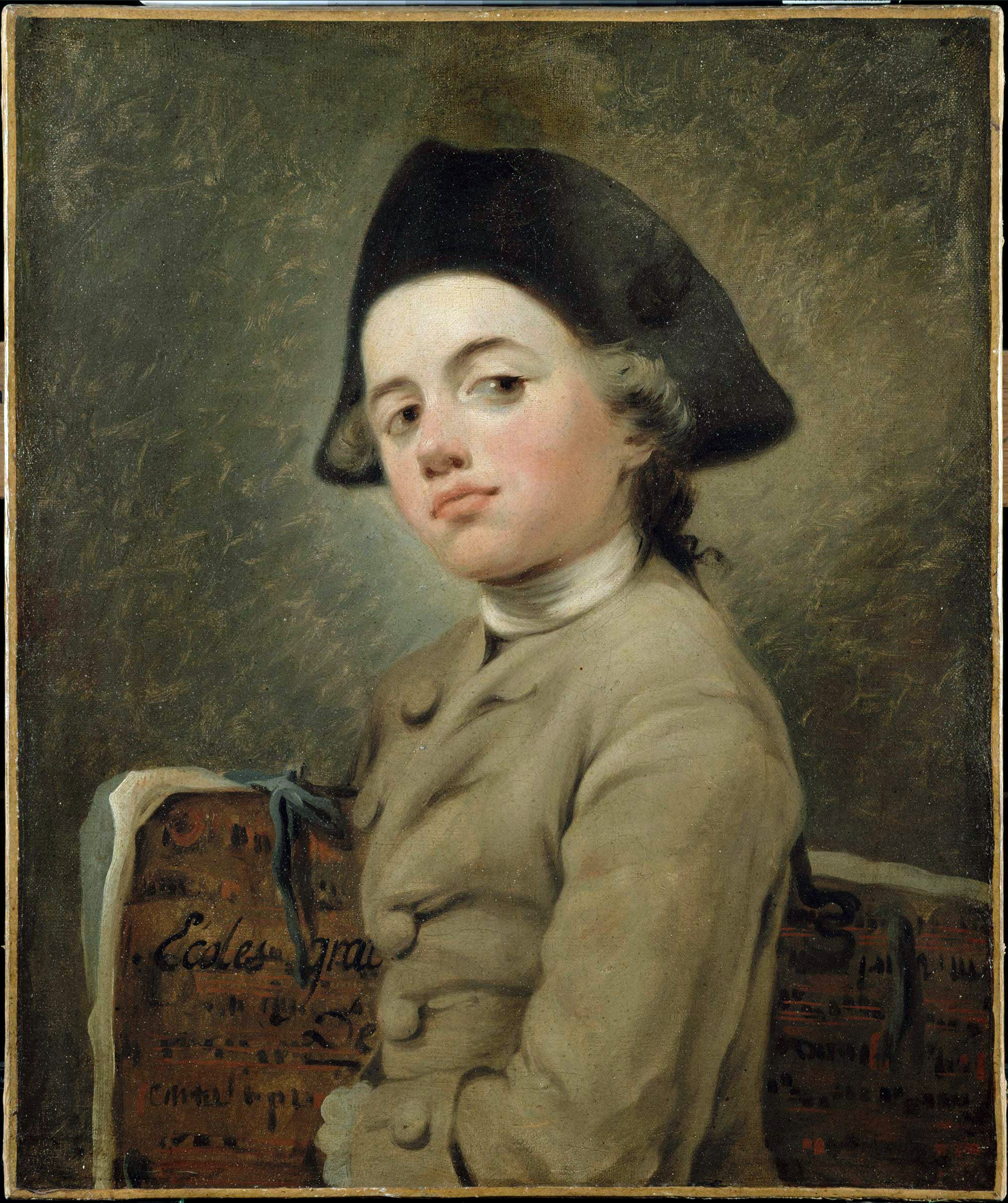
N.-B. Lépicié, Le jeune dessinateur

Nicolas-Bernard Lépicié (Parigi, 16 giugno 1735 – Parigi, 15 settembre 1784) è stato un pittore francese.

## Biografia
Figlio di due incisori, Renée-Elisabeth Marlié (1714-1773) e François-Bernard Lépicié (1698-1755), segretario perpetuo e storico dell'Académie royale de peinture et de sculpture, Nicolas-Bernard Lépicié iniziò a studiare la tecnica dell'incisione assieme al padre prima di passare, nel 1751 circa, alla pittura sotto l'insegnamento di Charles-André van Loo. Nel 1759 ottenne il secondo premio al Prix de Rome, ma rimase in Francia. Nel 1764 l'Académie royale lodò il suo dipinto L'arrivo di Guglielmo il Conquistatore in Inghilterra (oggi all'Abbazia degli uomini). Lungo lo stesso filone dipinse anche Il battesimo di Cristo (1765), Cristo e i fanciulli (1767) e La conversione di Saulo (1767). Nel 1769, divenne membro dell'Académie e pittore di corte grazie al dipinto Achille e il centauro. Divenne professore aggiunto nel 1770 e ordinario nel 1779: fra i suoi allievi vi furono Jean-Baptiste Regnault, Jean-Antoine-Théodore Giroust, Carle Vernet, Henri-Pierre Danloux, Jean-Joseph Taillasson, Jean-Frédéric Schall e Nicolas-Antoine Taunay.
Spesso paragonata a quella di Chardin e Greuze, l'opera di Lépicié conobbe una grande fortuna nel corso del XVIII secolo. A partire dagli anni sessanta, pur continuando a dipingere soggetti storici, iniziò a produrre scene di genere di carattere intimista secondo uno stile che richiamava quello dei fiamminghi David Teniers il Vecchio e Gerard ter Borch. Negli ultimi anni della sua vita, come conseguenza di una crisi religiosa che lo portò a disconoscere o a modificare parte del suo stile precedente, si recò spesso in campagna, dove dipinse scene di vita contadina.

## Opere
- Adone trasformato in anemone;
- Allegoria della Pace, 1772;
- Antoine Charles Horace detto Carle Vernet (1758-1838), pittore e figlio del pittore Joseph Vernet;
- Cortile di una fattoria, 1784;
- La cuffia bianca;
- L'arrivo di Guglielmo il Conquistatore in Inghilterra, 1764;
- La cameriera;
- La halle;
- La pietà di Fabio Dorsus, 1781, Chartres, Musée des beaux-arts;
- La pourvoyeuse;
- La ratisseuse;
- Il battesimo di Cristo, 1765;
- Cristo e i fanciulli, 1767;
- Il coraggio di Porcia, moglie di Giunio Bruto;
- La partenza del cacciatore, Roanne, Musée des beaux-arts et d'archéologie Joseph Déchelette;
- Il giovane pittore;
- Il risveglio di Fanchon, 1773, Saint-Omer, Musée de l'hôtel Sandelin;
- Il piccolo pittore (il pittore Carle Vernet a 14 anni), 1772;
- Les Apprêts d'un déjeuner;
- L'interno di un ufficio della dogana;
- Narciso trasformato nel fiore col suo nome, Versailles, Musée national du château;
- La cortesia interessata, Salon del 1773;
- L'Astronome (Pierre Charles Le Monnier), 1777, Museu Calouste Gulbenkian;
- Ritratto di Marc-Antoine Quatremère e della sua famiglia;
- Ritratto di un uomo;
- Teste di bambini